# Ingvar Törnqvist
Ingvar Bertil Törnqvist, född 21 december 1938 i Ölmstads församling, Jönköpings län, död 26 september 2016, var en svensk skolledare och författare.
Ingvar Törnqvist blev filosofie magister vid Lunds universitet 1963 och arbetade som lärare, sedan som gymnasierektor och så småningom som rektor för Högskolan i Jönköping 1982–1990 (första året som tillförordnad). Han blev teologie kandidat vid Lunds universitet 1998. Han har varit sakkunnig för Skolöverstyrelsen, Universitets- och högskoleämbetet samt Utbildningsdepartementet. Ingvar Törnqvist verkade också som länsskolinspektör och utbildningsdirektör.
Han var ordförande i Jönköpings läns hembygdsförbund. Törnqvist var ledamot av Smålands författarsällskap, där han tidigare var ordförande. Han var även ordförande i Ölmstads hembygdsförening.